# Чернігівська районна рада (Запорізька область)
Чернігівська районна рада — районна рада Чернігівського району Запорізької області, з адміністративним центром в смт Чернігівка.
Чернігівській районній раді підпорядковані 1 селищна і 11 сільських рад, до складу яких входять 1 селище міського типу, 4 селища та 36 сіл.
Населення становить 17,9 тис. осіб. З них 6,2 тис. (35 %) — міське населення, 11,7 тис. (65 %) — сільське.

## Склад ради
За результатами місцевих виборів 2015 року депутатами ради стали 26 депутатів. Партійний склад ради: 
| Суб'єкт висування                      | Кількість обраних депутатів | %     |
| -------------------------------------- | --------------------------- | ----- |
| Опозиційний блок                       | 9                           | 34,62 |
| Аграрна партія України                 | 4                           | 15,38 |
| Народна Партія                         | 3                           | 11,54 |
| Наш край                               | 3                           | 11,54 |
| Всеукраїнське об'єднання «Батьківщина» | 3                           | 11,54 |
| Радикальна партія Олега Ляшка          | 2                           | 7,69  |
| БПП «Солідарність»                     | 2                           | 7,69  |

- Голова — Годлевський Віктор Сергійович[1]
- Заступник голови — Лебедь Владислав Анатолійович[1]